# David Raksin
David Raksin (ur. 4 sierpnia 1912 w Filadelfii, zm. 9 sierpnia 2004 w Van Nuys w Kalifornii) – amerykański kompozytor muzyki filmowej.
Był twórcą muzyki do ponad 100 filmów i ponad 300 produkcji telewizyjnych; szczególne uznanie przyniosła mu muzyka do filmu Laura (1944).
Niektóre inne filmy, do których skomponował muzykę:
- The Secret Life of Walter Mitty (1947)
- Forever Amber (1947)
- Siła zła (Force Of Evil, 1948)
- Siostra Carrie (1952)
- Piękny i zły (The Bad And The Beautiful, 1952)
- The Redeemer (1959)
- Two Weeks In Another Town (1962)
- Nazajutrz (The Day After, 1983)

Studiował na University of Pennsylvania; po studiach pracował w Nowym Jorku, następnie związany z Hollywood. Pierwszym filmem hollywoodzkim, przy którym pracował, był Dzisiejsze czasy (Modern Times, 1936) Charlie Chaplina. Dla potrzeb radia nagrał cykl słuchowisk The Subject is Film Music; był narratorem cyklu, ukazującego się przez 3 lata i trwającego łącznie 64 godziny, a ocenionego przez Bibliotekę Kongresu USA jako najlepsza radiowa prezentacja muzyki filmowej w historii.